# Голубое небо
«Голубое небо» (англ. Blue Sky) — американский драматический фильм режиссёра Тони Ричардсона.
Последний фильм Тони Ричардсона, который умер в 1991 году ещё до выхода фильма. Кинокомпания «Орион» не выпускала фильм до 1994 года в связи с отсутствием средств на организацию проката.

## Сюжет
Эксцентричная жена Карли, флиртующая с каждым встречным, превращает жизнь майора Маршалла в хаос. Вместе с ней и двумя дочерьми он вынужден переезжать с одной военной базы на другую. Однажды работающий инженером Маршалл обнаруживает, что уровень радиации во время подземных испытаний атомного оружия превысил допустимый предел. Чтобы замять происшествие, его отправляют в сумасшедший дом, чему способствует жена, думая, что спасает мужа от тюрьмы. Но как только она понимает, что случилось, начинает, напротив, бороться за его освобождение.

## В ролях
- Джессика Лэнг — Карли Маршалл
- Томми Ли Джонс — майор Гери (Хэнк) Маршалл
- Пауэрс Бут — полковник Винсент Джонсон
- Кэрри Снодгресс — Вера Джонсон
- Эми Локейн — Александра Маршалл
- Крис О'Доннелл — Гленн Джонсон
- Митчелл Райан — Рей Стивенс
- Мэтт Батталья — солдат НАТО

## Награды и номинации
- 1995 — Оскар — Лучшая работа актрисы — Джессика Лэнг
- 1995 — Золотой глобус — Лучшая работа актрисы в драматическом фильме — Джессика Лэнг